# Salomea Palińska

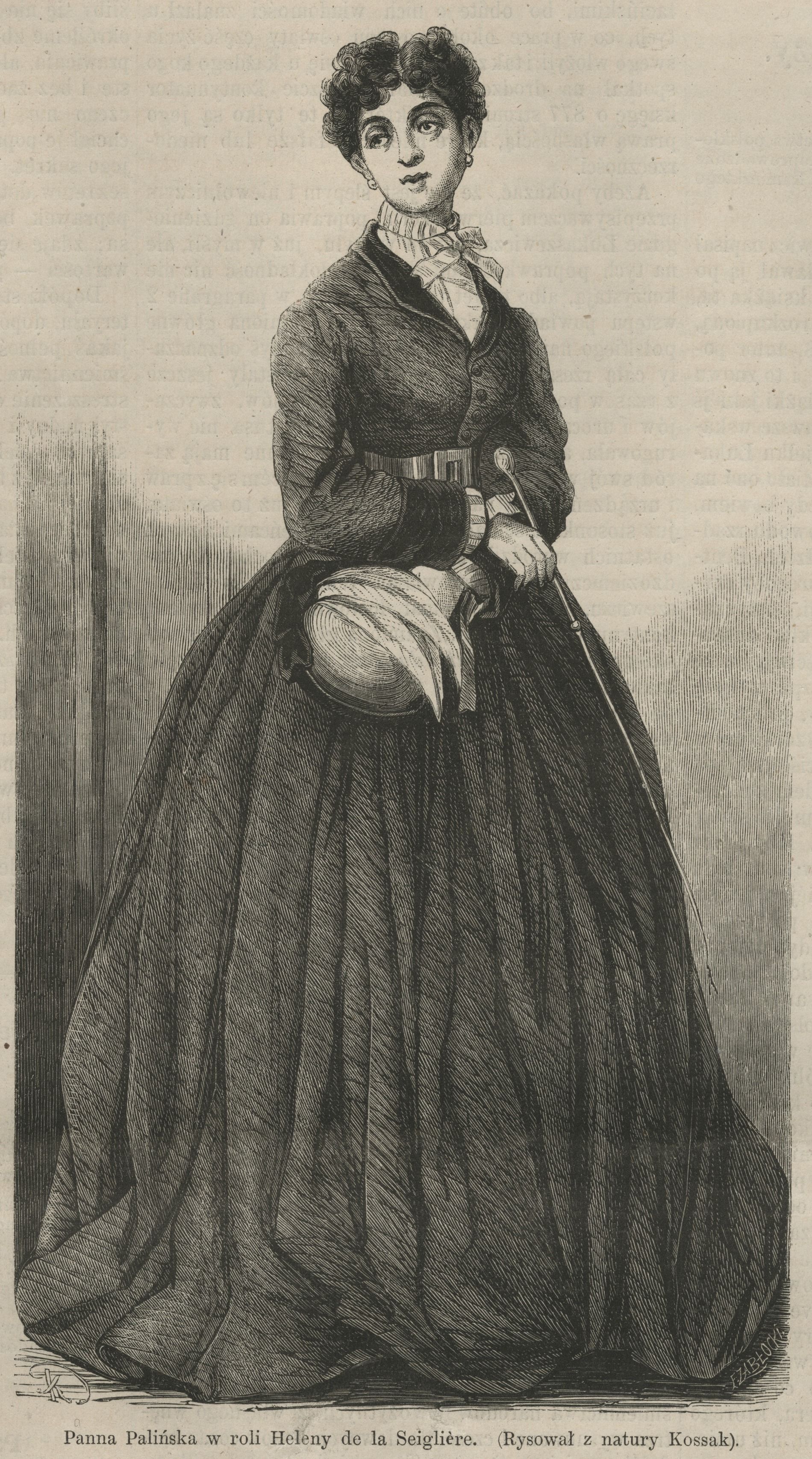
Salomea Palińska w jednej z ról wg rysunku Juliusza Kossaka (Tygodnik Ilustrowany, 1866, nr 335)

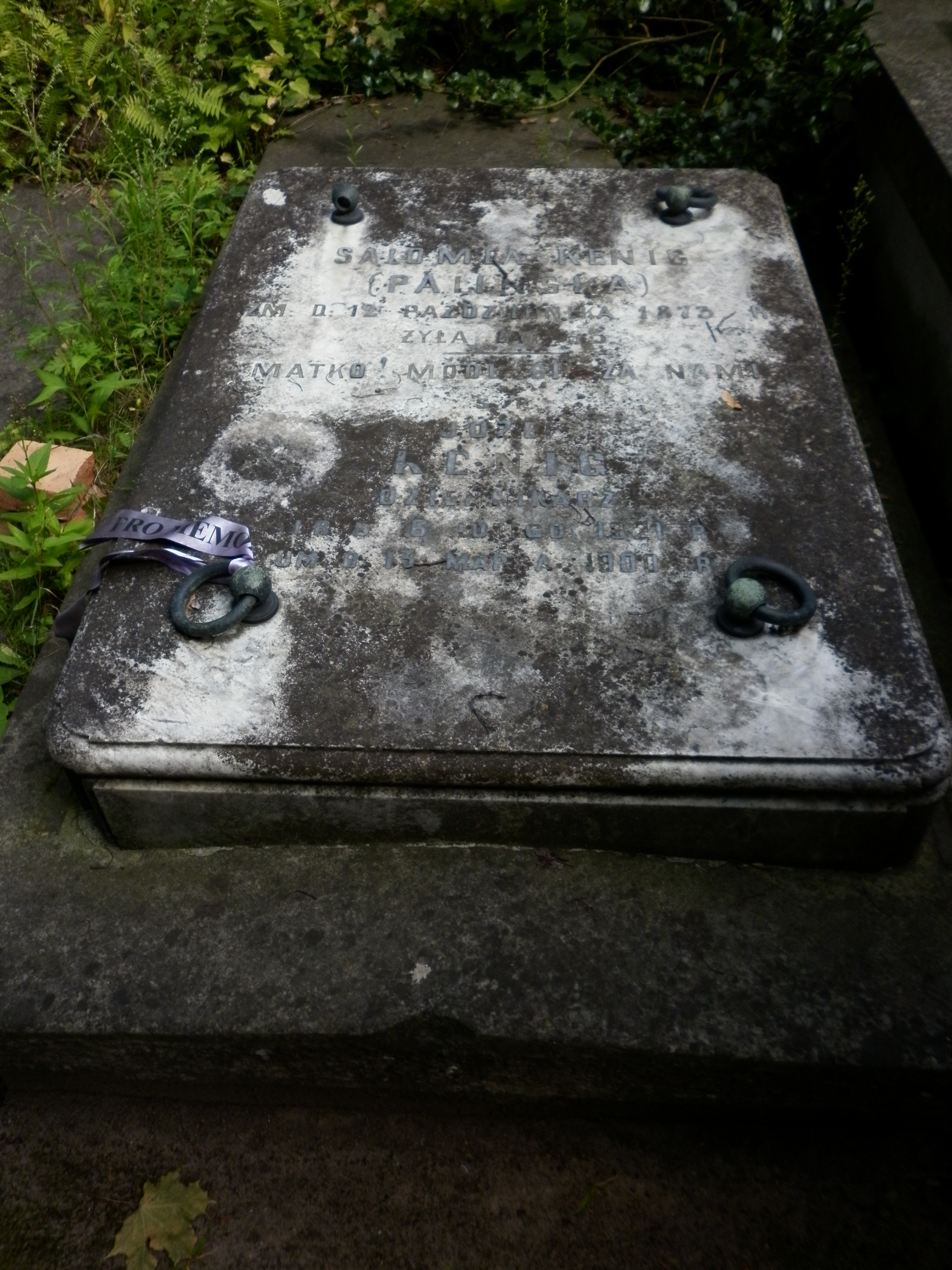
Grób Salomei Kenig na cmentarzu Powązkowskim

Salomea Palińska (Kenigowa) (ur. 23 marca 1831, zm. 12 października 1873 w Warszawie) – polska aktorka, artystka dramatyczna Warszawskich Teatrów Rządowych. Żona Józefa Keniga.

## Rodzina i młodość
Salomea Palińska urodziła się jako Sara Ryfka Adelschon w Warszawie, w rodzinie żydowskiej pochodzącej z Płocka – w wieku trzynastu lat przyjęła chrzest w Warszawie, zmieniając wówczas zarówno imię, jak i nazwisko (po ojczymie Palińskim). W dotychczasowej literaturze pojawia się mylna informacja jakoby Palińska przyszła na świat w Jurborku na Wileńszczyźnie, opierająca się na późniejszych dokumentach (np. akcie znania sporządzonym przy okazji ślubu), które miały najpewniej na celu zatarcie informacji o jej prawdziwych korzeniach. Jej siostrą była Helena Palińska, aktorka sceny wileńskiej i lwowskiej, żona znanego galicyjskiego aktora Józefa Henryka Szymańskiego.

## Początki kariery aktorskiej
Lekcje gry aktorskiej brała m.in. u Leontyny z Żuczkowskich Halpertowej, jednej z największych polskich aktorek XIX wieku. Uczyła się też w Warszawskiej Szkole Dramatycznej. Jej debiut miał miejsce 17 marca 1850 r. w Warszawie – grała wówczas Celinę we fragmencie komedii Stanisława Bogusławskiego Lwy i lwice wchodzącego w skład quodlibetu Nowy Teatr. Po tym występie została zaangażowana. Występowała jednak w Warszawie tylko przez jeden sezon.

## Warszawa
W latach 1851–1855 grała w Wilnie, Kownie i Lwowie, ale już w 1855 powróciła do Warszawy, gdzie ponownie zaangażowano ją do Warszawskich Teatrów Rządowych. W stolicy Królestwa Polskiego występowała już do śmierci (dwa razy była na występach gościnnych – w 1857 w Wilnie i w 1859 w Kownie).
Kiedy w 1868 r. do Warszawy przyjechała Helena Modrzejewska Palińska słusznie widziała w niej groźną rywalkę. Kolejne występy Modrzejewskiej doprowadziły do zmierzchu błyskotliwej kariery pierwszej tragiczki warszawskich teatrów, za jaką dotąd uchodziła Palińska. Odbiło się to zwłaszcza na ilości występów jakie potem dawała oraz na jej stanie zdrowia.
24 maja 1868 r. w kościele św. Antoniego w Warszawie odbył się jej ślub z Józefem Kenigiem, znanym dziennikarzem i krytykiem teatralnym. Według aktu małżeństwa, panna młoda w chwili ślubu miała 33 lata. Salomea urodziła troje dzieci: Józefę Salomeę (ur. 19 listopada 1857 w Warszawie), Stanisława Jana (ur. 18 maja 1864 w Warszawie) i Marię Julię.
Po raz ostatni ukazała się na scenie 10 września 1873 r. w roli tytułowej w Serafinie Victoriena Sardou.

## Śmierć
Zmarła w Warszawie, w mieszkaniu w kamienicy Hordliczków przy ul. Nowosenatorskiej 6 (okna wychodziły na gmach Teatru Wielkiego). Pochowano ją w grobie na cmentarzu Powązkowskim (kwatera 3-2-17).